# 西武新宿戦線異状なし DRAGON RETRIEVER
『西武新宿戦線異状なし　DRAGON RETRIEVER』は、押井守原作、大野安之（当時おおのやすゆき名義）作画の漫画作品である。
1992年から1993年にかけて、雑誌『ネオファンタジー』（大陸書房）および『コンバットコミック』（日本出版社）に連載されていた。単行本は日本出版社より1994年に出版されている（全1巻）。2002年には、『月刊少年エース』（角川書店）2002年5月号に掲載された『西武新宿戦線異状なし 番外編』を同時収録した『西武新宿戦線異状なし 完全版』（全1巻）が同じく角川書店より出版されている。「番外編」についても本項で詳述する。

## 概要
- 自衛隊の武装蜂起によって分断国家状態となった日本を舞台に、義勇兵として軍事境界線を越えた、主人公丸輪零の活躍、日常を描く。タイトルは『西部戦線異状なし』と西武新宿線をかけたものと思われる。
- 本作は当初、1987年にB-CLUB（バンダイ発行）16号から21号にかけて、近藤和久の作画によって連載されていたが、序盤で突如中断、頓挫。その後、大野作画で再スタートしたものである（近藤版についてはこの項参照）。
- 連載は『ネオファンタジー』のリニューアルに合わせて開始されたが、リニューアル第1号目が発行された直後に『ネオファンタジー』は休刊となった。それに伴い、同誌連載中の作品をまとめて掲載するアンソロジー集が発行されることとなり、本作の2作目以降も掲載される予定であったが、実現しないうちに出版元の大陸書房が倒産したため、『コンバットコミック』で連載しなおされることとなったという経緯がある。（「完全版」に収録されている大野のあとがきより）
- のちに押井によって『機動警察パトレイバー 2 the Movie』で描かれることになる、自衛隊のクーデターを扱っているが、原案が考えられた頃は冷戦下であり、本作中では共産主義革命（おそらく未遂）にまで発展している。これに関して押井は、日本出版社版のあとがきに「冷戦の終結やらなんやらで構成上の困難もあったけど」という記述で説明している。

## あらすじ
静岡県下の高校に通う丸輪零はごく普通の高校生であり、AFVの模型作りをたしなみ、ごく普通の日常を過ごしていた。そんなある日東京で内戦が勃発。自衛隊が首都圏各地で武装蜂起し、東京都心部を制圧した。1週間ほどで政府軍叛乱軍双方の弾薬は底をつき、政府は大阪に亡命、東京では叛乱軍が臨時革命政府の樹立を宣言した。国道16号を軍事境界線として環状の内側は解放区と称され、革命政府が実効支配した。
内戦状態とはいいながら再びいつもと変わらぬ日常が始まり、当初予想していた戦争の長期化とそれに伴う長期休校の期待は肩透かしに終わるものと、零があきらめかけていた頃、解放区から派遣されたオルグが零を革命防衛隊に勧誘する。零は自分でも驚くほどの即断即決でその夜のうちに国道16号を越えた。
独立第3戦闘工作連隊第58戦車回収小隊への配属を命じられ、喜び勇む零を待ち受けていたのは、怪しげな3人組と形式不明の古びた戦車回収車だった。そして闇物資の売買に精を出す彼等こそ、小隊どころか連隊の全兵力なのであった。
やがて零達は闇商売の現場を押さえられて逮捕され、軍事評議会のケイと名乗る女性幹部から「ある物の回収」という特殊任務を命ぜられる。零達は詳細を知らされないまま、お目付け役のケイと共に出発するが、道中で政府軍やアメリカ海兵隊に遭遇する。